# Monocystis gammari
Monocystis gammari is een soort in de taxonomische indeling van de Myzozoa, een stam van microscopische parasitaire dieren. Het organisme komt uit het geslacht Monocystis en behoort tot de familie Monocystidae. Monocystis gammari werd in 1848 ontdekt door von Siebold in von Kölliker.